# Chūō-ku (Niigata)
Chūō-ku (中央区?) è uno degli otto quartieri amministrativi della città di Niigata, in Giappone.